# Lhota u Příbramě
Lhota u Příbramě (jusqu'en 1947 : Německá Lhota ; en allemand : Deutsch Lhota) est une commune du district de Příbram, dans la région de Bohême-Centrale, en Tchéquie. Sa population s'élevait à 480 habitants en 2020.

## Géographie
Lhota u Příbramě fait partie de l'aire urbaine de Příbram et se trouve à 3,5 km au nord-ouest du centre-ville et à 52 km au sud-ouest de Prague.
La commune est limitée par Drahlín, Sádek et Bratkovice au nord, par Trhové Dušníky à l'est, par Příbram et Podlesí au sud, et par Obecnice à l'ouest.

## Histoire
La première mention écrite de la localité date de 1292.

## Transports
Par la route, Lhota u Příbramě se trouve à 4,2 km de Příbram et à 63 km de Prague.